# Гутенберг (издателство)
Вижте пояснителната страница за други значения на Гутенберг.
Издателска къща „Гутенберг“ е частно българско издателство, специализирано в издаването на българската история и култура. Създадено е през 2001 година. Управител - Анатолий Кънев.

## Издания
Издателство „Гутенберг“ работи в областта на българската история и култура.
Сред издадените заглавия и писатели са:
- двата тома на „Историята, населена с хора“ (анкета с интелектуалци за преживяната от тях история, по идея на Вера Мутафчиева),
- „Спомени“ на легендарния политик Димитър Пешев,
- „Задочни репортажи за България“ на писателя Георги Марков,
- томовете с избрани произведения и научните трудове на историка Николай Генчев,
- „Сензационните престъпления и катастрофи в България“ на Александър Мирков,
- „От Стамболов до Живков: Големите спорове за новата българска история“ на социолога Румен Даскалов[2],
- библиографията „Богомилството“ на Кръстина Гечева,
- „Образи на другостта“ на фолклористката Албена Георгиева[3],
- Гаджев, Иван. История на българската емиграция в Северна Америка: Поглед отвътре. Т. 1. 1860-1944.   Институт по история на българската емиграция в Северна Америка „Илия Т. Гаджев“, Издателска къща „Гутенберг“, 2003. ISBN 954-9943-44-5.
- Гаджев, Иван. История на българската емиграция в Северна Америка: България, мащеха наша. Т. 2. 1944-1989.   Институт по история на българската емиграция в Северна Америка „Илия Т. Гаджев“, Издателска къща „Гутенберг“, 2006. ISBN 954-91630-4-0.
- „Мрежовият капитализъм: Българска търговска банка и нейните сродни дружества 1890-1914“ на стопанския историк Мартин Иванов,
- „Историята на СДС (1993-1997)“ на Методи Спасов, и др.